# Флен (комуна)
Комуна Флен (швед. Flens kommun) — адміністративно-територіальна одиниця місцевого самоврядування, що розташована в лені Седерманланд у центральній Швеції.
Флен 135-а за величиною території комуна Швеції. Адміністративний центр комуни — місто Флен.

## Населення
Населення становить 15 994 чоловік (станом на вересень 2012 року).
| Кількість населення комуни Флен за 1970-2010 роки | Кількість населення комуни Флен за 1970-2010 роки | Кількість населення комуни Флен за 1970-2010 роки | Кількість населення комуни Флен за 1970-2010 роки | Кількість населення комуни Флен за 1970-2010 роки |
| ------------------------------------------------- | ------------------------------------------------- | ------------------------------------------------- | ------------------------------------------------- | ------------------------------------------------- |
| Рік                                               |                                                   |                                                   | Населення                                         |                                                   |
| 1970                                              | 1970                                              |                                                   | 18 354                                            | 18 354                                            |
| 1975                                              | 1975                                              |                                                   | 18 079                                            | 18 079                                            |
| 1980                                              | 1980                                              |                                                   | 18 231                                            | 18 231                                            |
| 1985                                              | 1985                                              |                                                   | 17 117                                            | 17 117                                            |
| 1990                                              | 1990                                              |                                                   | 17 392                                            | 17 392                                            |
| 1995                                              | 1995                                              |                                                   | 17 237                                            | 17 237                                            |
| 2000                                              | 2000                                              |                                                   | 16 565                                            | 16 565                                            |
| 2005                                              | 2005                                              |                                                   | 16 412                                            | 16 412                                            |
| 2010                                              | 2010                                              |                                                   | 16 028                                            | 16 028                                            |
| Джерело: SCB                                      |                                                   |                                                   |                                                   |                                                   |

## Населені пункти
Комуні підпорядковано 8 міських поселень (tätort) та низка сільських, більші з яких:
- Флен (Flen)
- Мальмчепінґ (Malmköping)
- Геллефорснес (Hälleforsnäs)
- Спаррегольм (Sparreholm)
- Меллеса (Mellösa)
- Беттна (Bettna)
- Орргаммар (Orrhammar)
- Шебукварн (Skebokvarn)

## Галерея

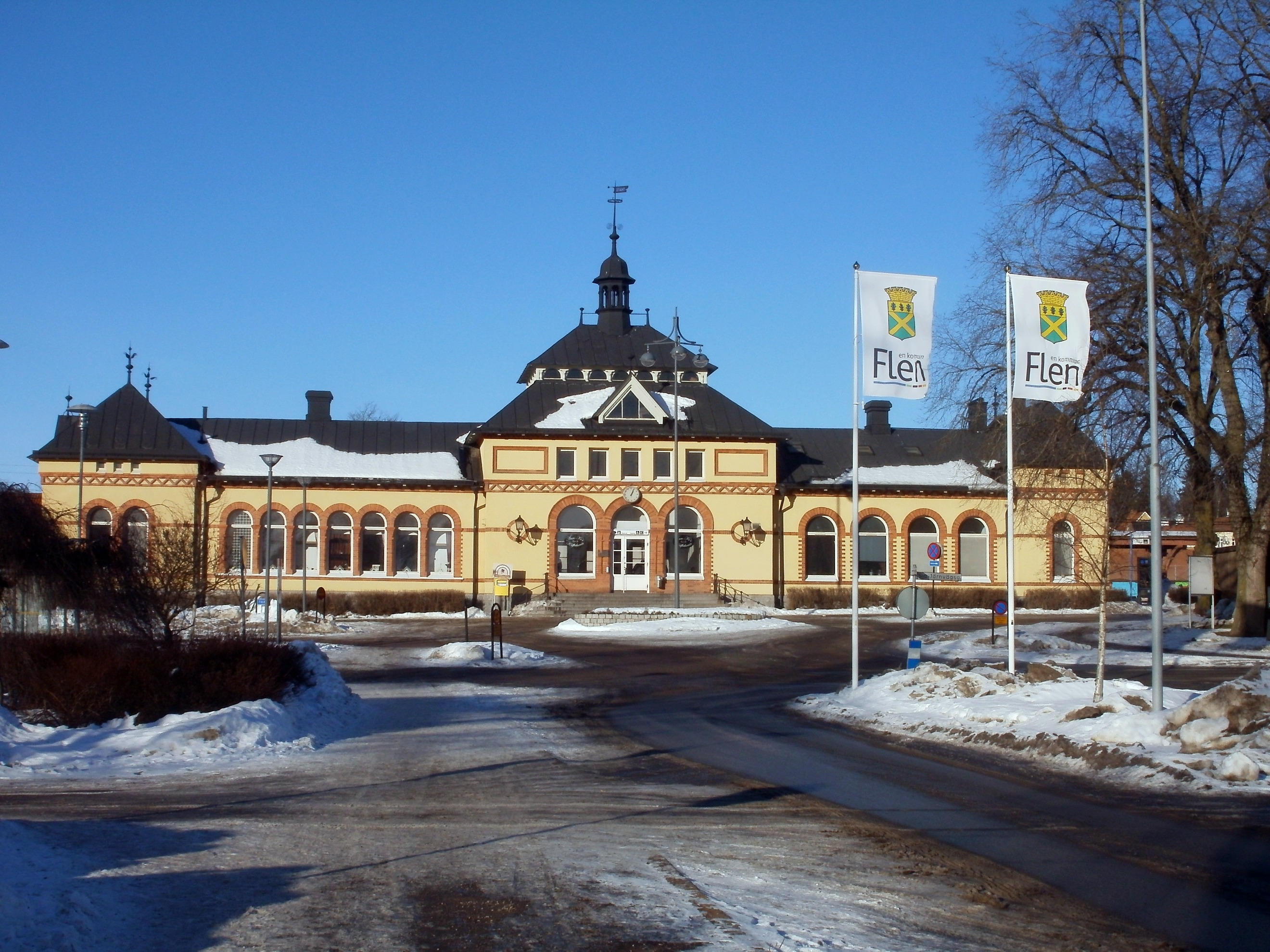
Залізничний вокзал Флен
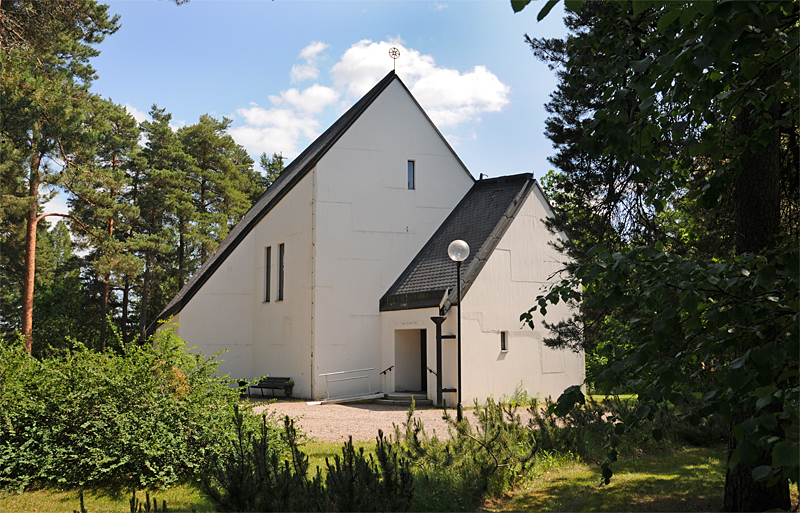
Церква (Геллефорснес)
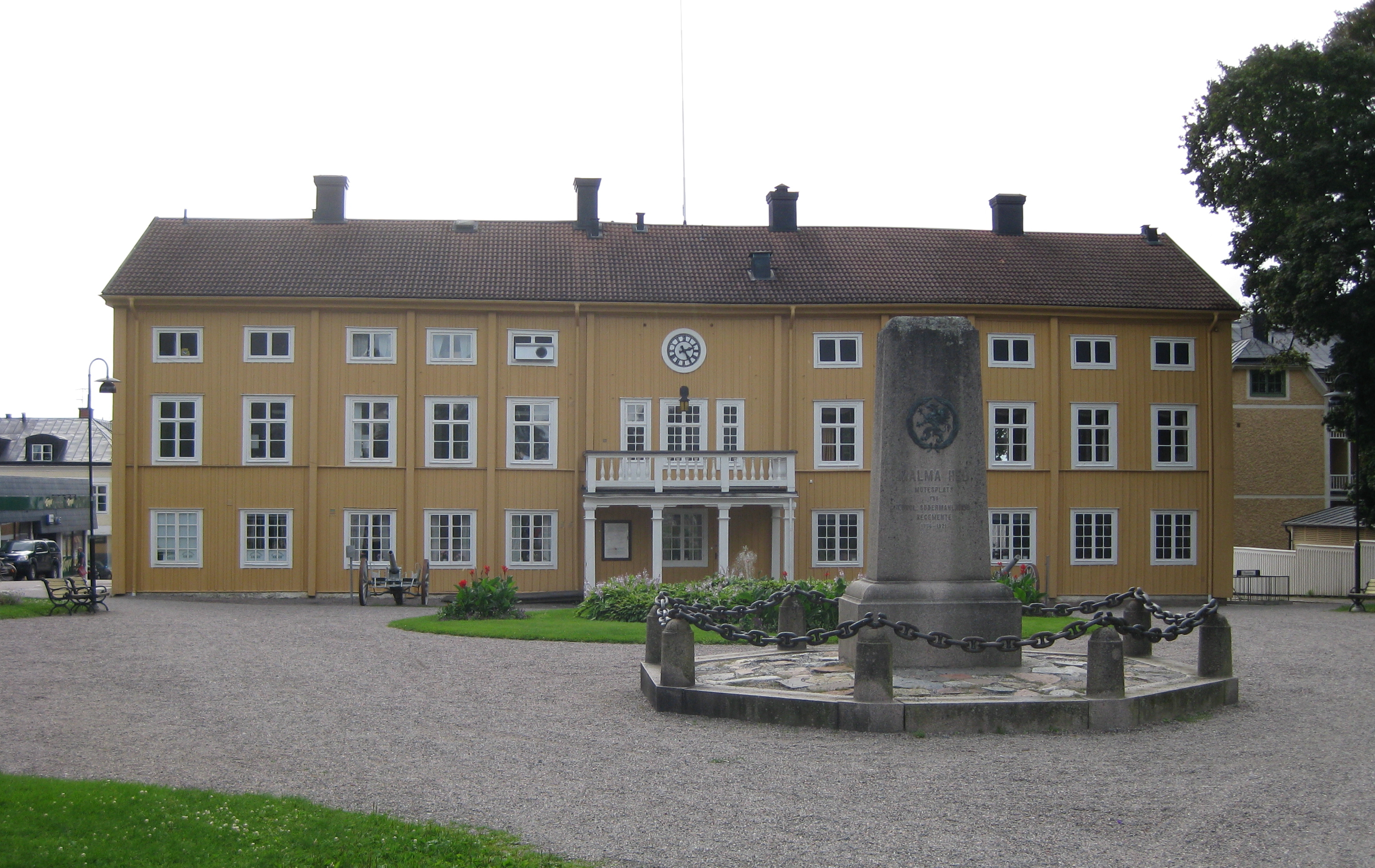
Містечко Мальмчепінґ
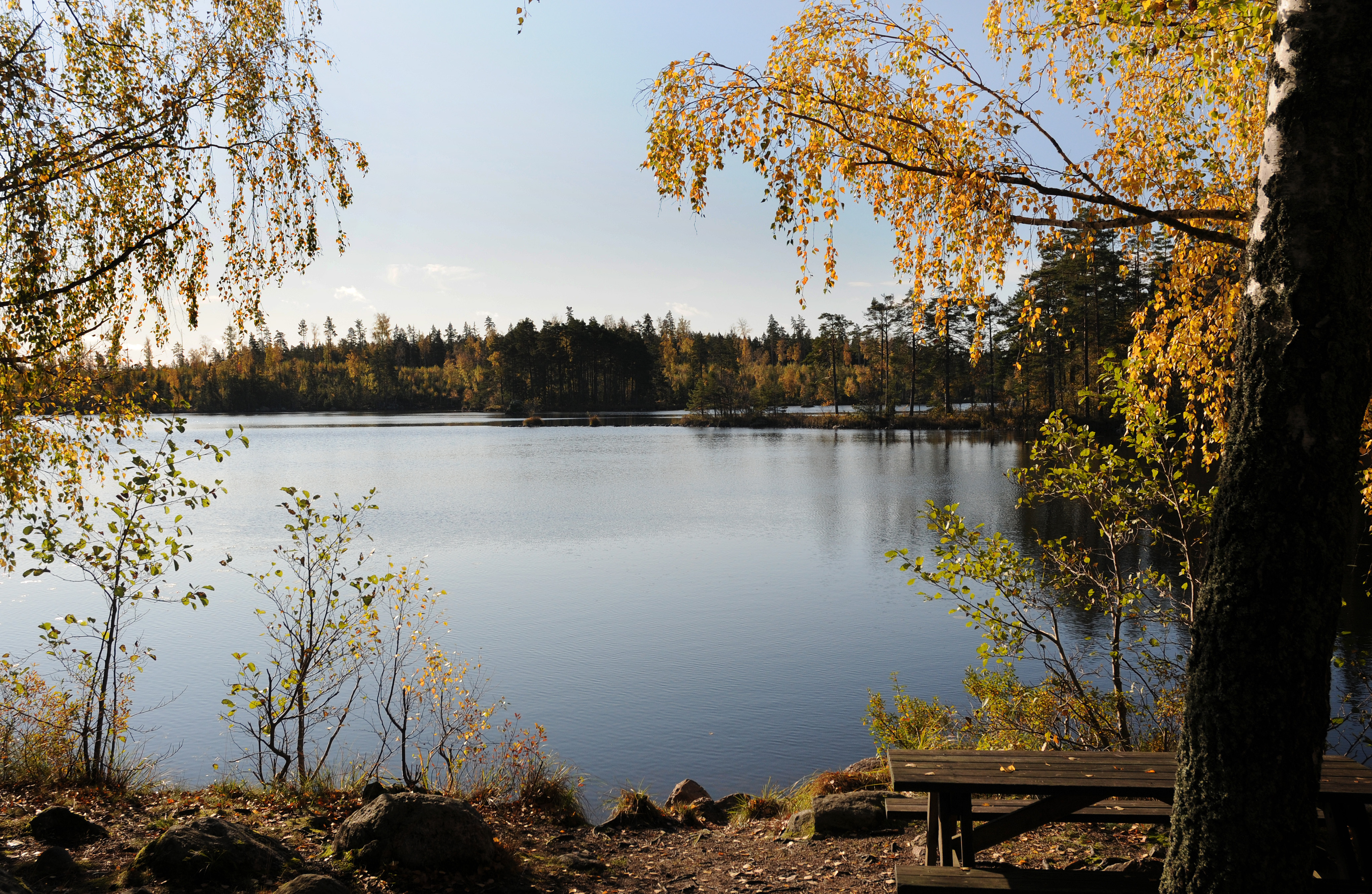
Озеро Ельтарен

## Виноски
1. ↑  Andersson P. Sveriges kommunindelning 1863-1993 — Mjölby: Draking, 1993. — 132 с. — ISBN 978-91-87784-05-7
2. ↑  Folkmangd i riket, lan och kommuner (шв.) . Центральне бюро статистики Швеції. Архів оригіналу за 20 серпня 2013. Процитовано 13 лютого 2013.